# Sparbanken Mälardalen
Sparbanken Mälardalen var en svensk sparbank i Västerås, bildad 1976 genom sammanslagning av Västerås sparbank, Westmanlands läns sparbank och Sparbanken Södermanland. Sammanslagningen genomfördes den 1 juli 1976.
1986 gick Sparbanken Mälardalen ihop med fyra andra sparbanker för att bilda Nya Sparbanken. Den banken skulle i sin tur senare gå upp i Sparbanken Sverige (1992) och Föreningssparbanken (1997).

## Källhänvisningar
1. ↑  Västmanlands fornminnesförenings årsskrift